# Alameda Central
L'Alameda Central è un parco urbano che si trova nel centro di Città del Messico.

## Descrizione
Creato nel 1592, l'Alameda Central è il parco pubblico più antico d'America e si trova nella Delegazione Cuauhtémoc, nei pressi del Palacio de Bellas Artes, ed è raggiungibile grazie alla stazione Bellas Artes della metropolitana di Città del Messico.
Il parco è composto da un giardino verde con sentieri lastricati, fontane e statue decorative e prende il nome per via dei pioppi (álamos in spagnolo) piantati sulla sua superficie rettangolare.
Sul lato sud del parco si trova l'Hemiciclo a Juárez, un grande monumento semicircolare bianco a Benito Juárez, uno dei presidenti più amati del Messico.

## Storia
L'11 gennaio 1592, il viceré Luis de Velasco II ordinò la creazione di uno spazio verde per i residenti della città nell'area di un antico mercato azteco, con l'intenzione di sviluppare quello che era il limite occidentale della città.
Il parco in origine era grande meno della metà di quello attuale e quella che ora è la sezione occidentale del parco era in passato una semplice piazza costruita durante l'Inquisizione in Messico e conosciuta come El Quemadero (Il bruciatore in italiano) perché vi venivano bruciati i condannati al rogo. Nel 1760 l'Inquisizione era quasi giunta al termine e nel 1770 il viceré Carlos Francisco de Croix fece demolire la piazza per espandere il parco.
Il parco venne nuovamente ampliato nel 1791 quando il conte di Revillagigedo Juan Vicente de Güemes Padilla Horcasitas y Aguayo costruì intorno al parco una staccionata in legno per renderlo esclusivo della nobiltà. 
Nel 1821, alla fine della guerra d'indipendenza messicana, l'Alameda fu il centro delle celebrazioni popolari e nel 1846, quando il presidente Santa Anna entrò trionfalmente a Città del Messico, ordinò che le fontane del parco fossero riempite di alcol.
Alla fine del XIX secolo il parco comprendeva un palco per l'orchestra e lampade elettriche e un monumento dedicato a Beethoven in occasione del centenario della sua IX Sinfonia.
 

Nel 2012 il parco è stato rinnovato e i venditori ambulanti un tempo onnipresenti non sono più autorizzati ad operare all'interno del parco.

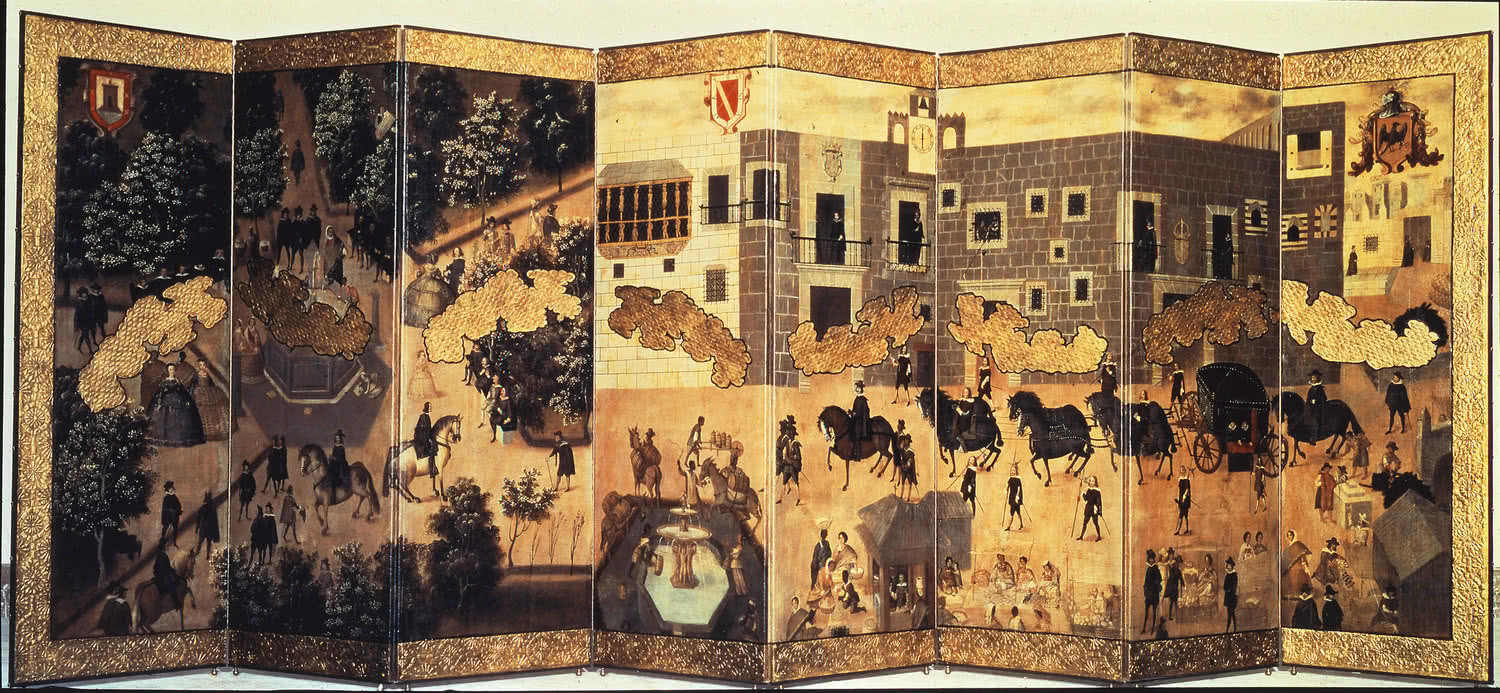
Vedute dell'Alameda e del Palazzo dei Viceré del Messico, pittore anonimo, ca. 1676. Museo de América, Madrid.
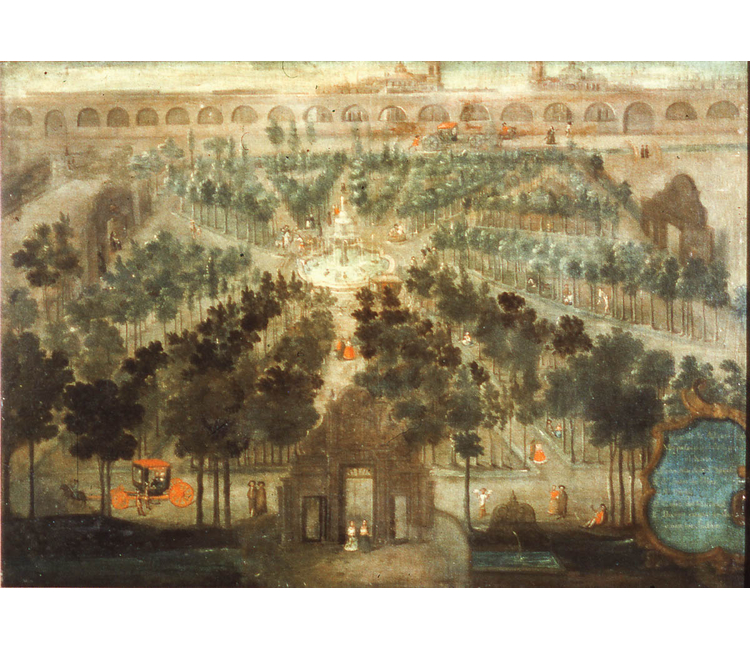
La Alameda de México, pittore anonimo, XVIII secolo. Museo de América, Madrid.
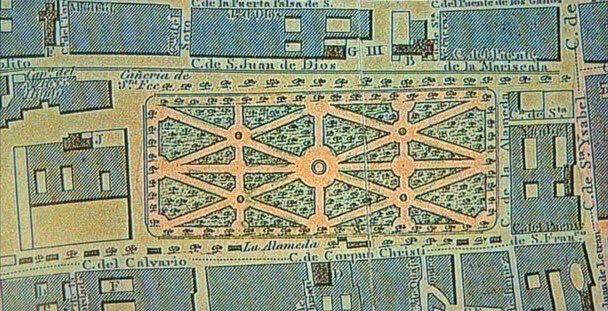
Pianta dell'Alameda, XVIII secolo.
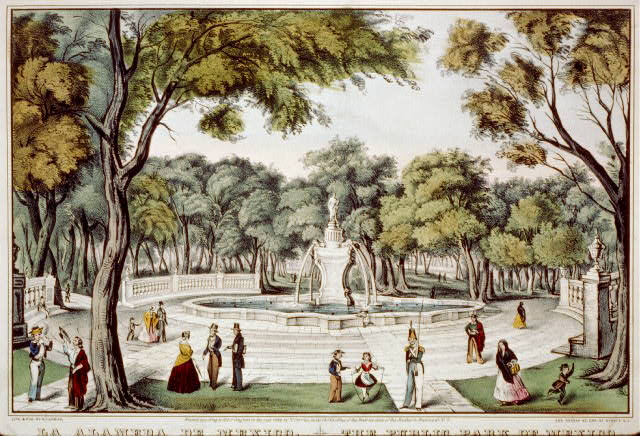
L'Alameda Central nel 1848. Museo Amparo, Puebla.
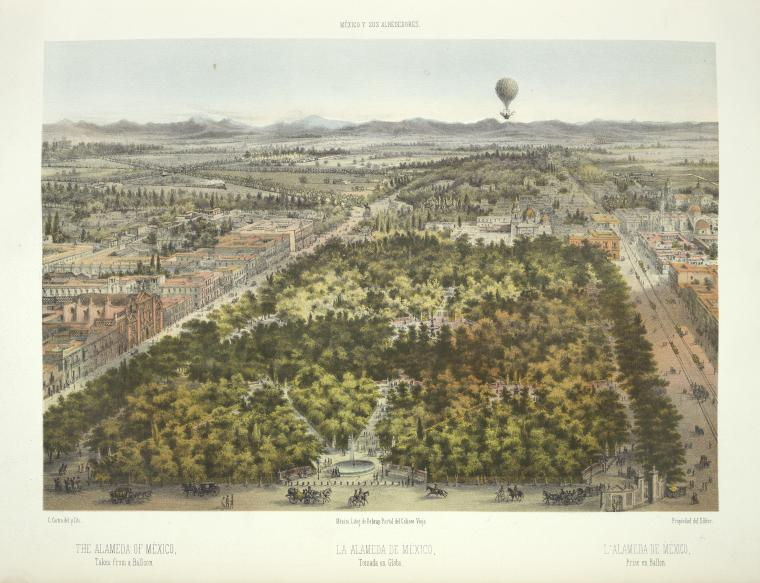
L'Alameda del Messico, ripresa da una mongolfiera, ca. 1869. New York Public Library.
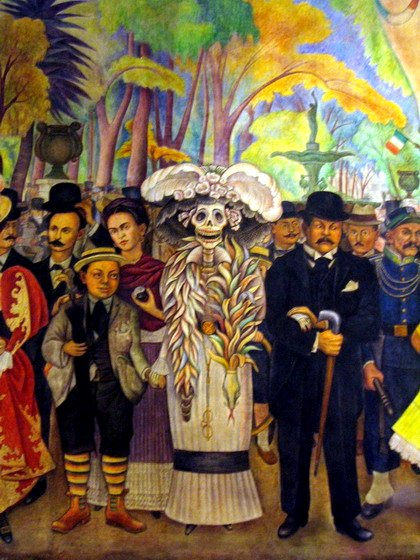
Sueño de una Tarde Dominical en la Alameda Central, Diego Rivera, 1947.
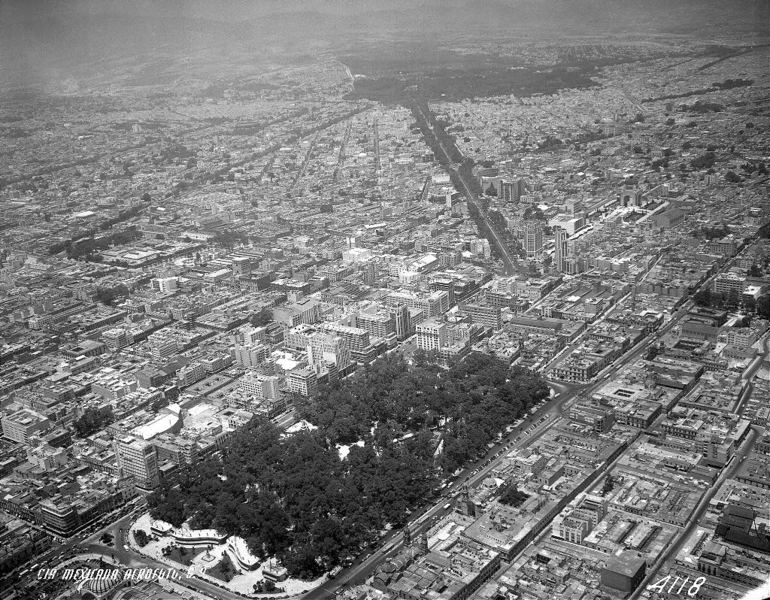
Foto aerea dell'Alameda Central, 1944.